# 청춘시대 (드라마)
《청춘시대》는 2016년 7월 22일부터 2016년 8월 27일까지 JTBC에서 방영된 텔레비전 드라마이다.
한편, 2016년 12월 열린 제 29회 한국방송작가상 드라마 부문 후보에 한때 거론되었으나 탈락됐다.

## 등장인물

### 주요 인물
- 한예리 : 윤진명(26세) 역
- 한승연 : 정예은(22세) 역
- 박은빈 : 송지원(22세) 역
- 류화영 : 강이나(24세) 역
- 박혜수 : 유은재(20세) 역

### 벨 에포크 주변남자들
- 윤박 : 박재완 역 - 이탈리아 레스토랑 쉐프
- 최덕문 : 오종규 역 - 강이나의 고민을 들어주는 남자
- 지일주 : 고두영 역 - 정예은의 남자친구
- 신현수 : 윤종열 역 - 유은재의 과 선배
- 손승원 : 임성민 역 - 송지원의 학보사 동기
- 윤종훈 : 서동주 역 - 강이나의 직업적 동기

### 그 외 주변 인물
- 김효진 : 윤진명의 어머니 역
- 이경심 : 안정희 역 - 유은재의 어머니
- 김용희 : 강이나의 세 번째 애인 치과의사 역
- 민성욱 : 레스토랑 매니저 역
- 윤진솔 : 조현희 역
- 한정우 : 강이나의 두 번째 애인 역
- 송지호 : 강이나 스토커 역
- 하은설 : 정예은의 친구 한유경 역
- 최배영 : 정예은의 친구 송경아 역
- 윤용준 : 신율빈 역
- 탁우석
- 김려은
- 오효진
- 이나현
- 김경남 : 심리학과 학생회장 역
- 김창환 : 보험사 직원 역
- 정유민 : 무용과 학생 역
- 남문철 : 송지원의 아버지 역
- 권은수 : 김한소영 역 - 윤종열의 과 후배
- 신연숙 : 유은재의 고모 역

### 그 외
- 박경혜 : 결벽증 세입후보자 역
- 한세희
- 정준용
- 오유진
- 송민아
- 김지윤
- 이채경 : 조리과 교수 역
- 윤현찬
- 동현배 : 주방보조 역
- 김선우
- 손채호
- 이주환
- 현정철
- 고동옥 : 윤진명의 사채돈을 뜯어내는 사채업자 역
- 조재호
- 서상원
- 조미녀 : 유은재의 볼펜 가지고 있던 학생 역
- 김효숙 : 심리학과 교수 역
- 김시은
- 이혜은
- 이준성
- 이정현
- 이선영
- 오연지
- 김선빈
- 김수빈
- 최재연
- 최수아
- 강민아
- 박병욱
- 설창희
- 김주영
- 차보성
- 박범서
- 김민지
- 박주리
- 조현건
- 안수빈
- 이두환
- 서병덕
- 최정순
- 유혜민
- 김희열
- 김봉수
- 신승호
- 김우진
- 신재민
- 장태민
- 박은영
- 이재은
- 김성준
- 문아람
- 정미경
- 성정화
- 홍성호
- 박슬미로
- 권오경
- 강문경
- 오태연
- 송유빈
- 강소은
- 이진목
- 나석주
- 한태일 : 강이나 단골집 손님 역
- 홍희원
- 정명준
- 김효명
- 신희국
- 최찬숙
- 이태윤
- 공민규
- 차영남
- 곽영웅
- 김효진
- 최교식
- 노효윤
- 남상백
- 이민희
- 홍승범
- 조한솔
- 이유림
- 박현정
- 서윤석
- 박세미
- 김도형
- 이서랑
- 문지희
- 유지영
- 서유
- 문기영
- 차민혁
- 유창숙
- 홍예은
- 박용
- 장희웅
- 박시아
- 이리나
- 김지은
- 김상일
- 김은영
- 이선주
- 구효인
- 임욱진
- 강석원
- 정혜정
- 유현종
- 이우신
- 조연호
- 정예지
- 박수현
- 반하늬
- 서명찬
- 송진희
- 권태진
- 오지연
- 김선빈
- 권영경
- 성찬호
- 이주윤
- 함진성 : 역무원 역
- 박상남 : 카페 알바남 역

### 특별출연
- 문숙 : 주인집 할머니 역

## 시청률
최저 시청률과 최고 시청률은 시청률 조사회사와 지역별로 시청률에 차이가 있을 수 있습니다.
| 2016년      | 2016년      | 2016년                                                         | 2016년     | 2016년      |
| 회차        | 방송일      | 부제                                                           | AGB 시청률 | TNmS 시청률 |
| ----------- | ----------- | -------------------------------------------------------------- | ---------- | ----------- |
| 제1회       | 7월 22일    | 출발선상의 두려움 #슬리퍼                                      | 1.310%     | 0.9%        |
| 제2화       | 7월 23일    | 이 팬티가 네 팬티냐? #거짓말과 민낯                            | 0.473%     | 1.0%        |
| 제3화       | 7월 29일    | 단 한번도 스스로를 사랑하지 않았노라 #썩은 구근                | 0.911%     | 1.4%        |
| 제4화       | 7월 30일    | 내 꿈은 회사원이다 #가난의 증명                                | 0.807%     | 0.9%        |
| 제5화       | 8월 5일     | 누군가를 사랑하려는 이유, 혹은 사랑하지 않으려는 이유 #남과 여 | 0.788%     | 1.5%        |
| 제6화       | 8월 6일     | 알고 나면 그날의 일은 복선이 된다 #시발점                      | 1.279%     | 1.6%        |
| 제7화       | 8월 12일    | 나는 행복하면 안 되는 사람입니다 #가위                         | 1.361%     | 1.5%        |
| 제8화       | 8월 13일    | 희망, 그 빌어먹을 놈의 희망 #수상한 남자                       | 1.373%     | 1.6%        |
| 제9화       | 8월 19일    | 제 자리에 서 있으면 길을 잃지 않는다 #구두                     | 1.752%     | 2.8%        |
| 제10화      | 8월 20일    | 우리는 믿고 싶어서 믿는다 #거짓말                              | 1.265%     | 1.4%        |
| 제11화      | 8월 26일    | 알고 보면 모두가 특별한 사연들 #귀걸이                         | 2.508%     | 2.5%        |
| 제12화      | 8월 27일    | 그래도 삶은 계속된다 #후유증 (최종회)                          | 2.122%     | 2.2%        |
| 평균 시청률 | 평균 시청률 | 평균 시청률                                                    | 1.329%     | 1.6%        |

## 수상 경력
- 2016년
  - 제9회 코리아 드라마 어워즈 한류 스타상 (한승연)
  - 제1회 아시아 아티스트 어워즈 드라마 부문 라이징 스타상 (박혜수, 신현수)

## 참고 사항
- 써니가 송지원 역으로 낙점됐으나 사정 때문에 고사했다.[4]
- 2016년 8월 6일과 8월 13일 방영분에서 청소년보호시간대에 욕설, 비속어 등을 일부 비프음, 묵음 처리하여 내보내 방송통신심의위원회로부터 '경고' 조치를 받았다.[5]

## 동시간대 드라마
tvN 금토드라마
- 《굿 와이프》 (2016년 7월 8일 ~ 2016년 8월 27일)